# Loncosaurus
Loncosaurus („ještěr – vůdce“) je pochybný rod ornitopodního dinosaura, který žil v oblasti dnešní argentinské Patagonie (provincie Santa Cruz) v období pozdní svrchní křídy (cenoman, asi před 100 až 94 miliony let). Fosilie tohoto dinosaura byly objeveny Carlosem Ameghinem (bratrem paleontologa Florentina) mezi roky 1887 a 1898 v sedimentech souvrství Pari-Aike (dnes Cerro Fortaleza), jedná se ale o nomen dubium (pochybné vědecké jméno). Formálně tento taxon popsal argentinský paleontolog Florentino Ameghino v roce 1899.

## Historie
Původně byl Loncosaurus považován za dravého teropodního dinosaura ze skupiny Carnosauria, potažmo teropoda z blízkosti rodu Megalosaurus. Této identifikaci napomohl také objev zubu teropoda, který byl ale k ostatnímu fosilnímu materiálu přidán nesprávně. Tohoto omylu si povšiml až paleontolog Ralph Molnar v roce 1980. Argentinský paleontolog Rodolfo Coria považuje rod Loncosaurus za ornitopodního dinosaura z kladu Iguanodontia, dlouhého asi 5 metrů.